# Mastophora haywardi
Mastophora haywardi är en spindelart som beskrevs av Birabén 1946. Mastophora haywardi ingår i släktet Mastophora och familjen hjulspindlar. Inga underarter finns listade i Catalogue of Life.